# Thereva nitida
Thereva nitida är en tvåvingeart som beskrevs av Macquart 1834. Thereva nitida ingår i släktet Thereva och familjen stilettflugor. Inga underarter finns listade i Catalogue of Life.